# 長谷部倉蔵
長谷部 倉蔵（はせべ くらぞう、1860年12月9日（万延元年10月27日） - 1939年（昭和14年）2月8日）は、日本の政治家、衆議院議員（1期）。

## 経歴
伊予国周敷郡小松村新屋敷（愛媛県周桑郡小松村、小松町を経て現西条市小松町）で、小松藩士・長谷部多内の長男として生まれた。小松藩校養正館で学ぶ。家業を継ぎ農業を営む。
越智郡波止浜村(現・今治市)、新居郡橘村(現・西条市)各村長、小松町長、愛媛県会議員、西条銀行取締役、周桑銀行監査役となる。
1904年の第9回衆議院議員総選挙において愛媛県郡部から立憲政友会公認で立候補してトップ当選した。衆議院議員を1期務め、1908年の第10回衆議院議員総選挙には不出馬。1935年に死去した。